# Bay Bridge
Le pont San Francisco–Oakland (en anglais : San Francisco–Oakland Bay Bridge), plus connu sous le nom de Bay Bridge, est constitué de deux ponts traversant la baie de San Francisco en Californie, aux États-Unis. Il relie les villes de San Francisco à l'ouest et Oakland à l'est et s'appuie au milieu sur Yerba Buena Island.
Faisant partie de l'itinéraire de l'Interstate 80 et constituant un lien direct entre les villes de San Francisco et Oakland, son trafic est d'environ 280 000 véhicules par jour sur ses deux niveaux. C'est l'un des plus longs ponts suspendus au monde.
Il apparaît par ailleurs dans le jeu vidéo Grand Theft Auto: San Andreas sous le nom de Garver Bridge.

## Caractéristiques

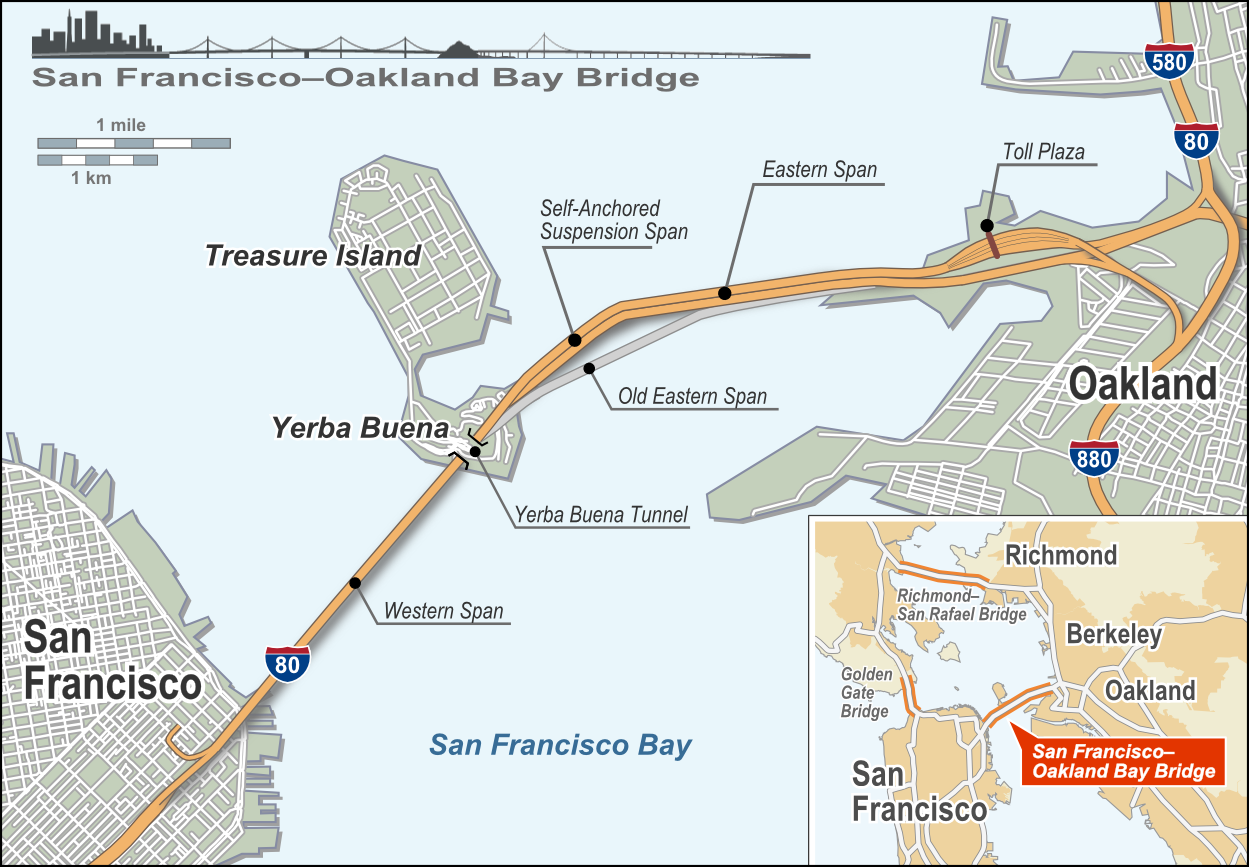
Plan du Bay Bridge.

Le pont se compose de deux segments principaux reliant une île centrale, l'île de Yerba Buena, à chaque rivage. Le segment occidental se terminant à San Francisco se compose de deux ponts suspendus avec un ancrage central. L'envergure orientale se terminant à Oakland se compose d'une chaussée de botte, de cinq ponts de botte de milieu-envergure et d'une envergure en porte-à-faux de double-tour, remplacée depuis 2013 par une structure entièrement nouvelle[pas clair]. Le Bay Bridge est la passerelle d'acier la plus longue du monde 7 200 m de long et comprenant cinq couloirs de circulation. Il a exigé une telle quantité d'acier que, tressé en un seul câble, il relierait la Terre à la Lune, aller et retour[réf. nécessaire].

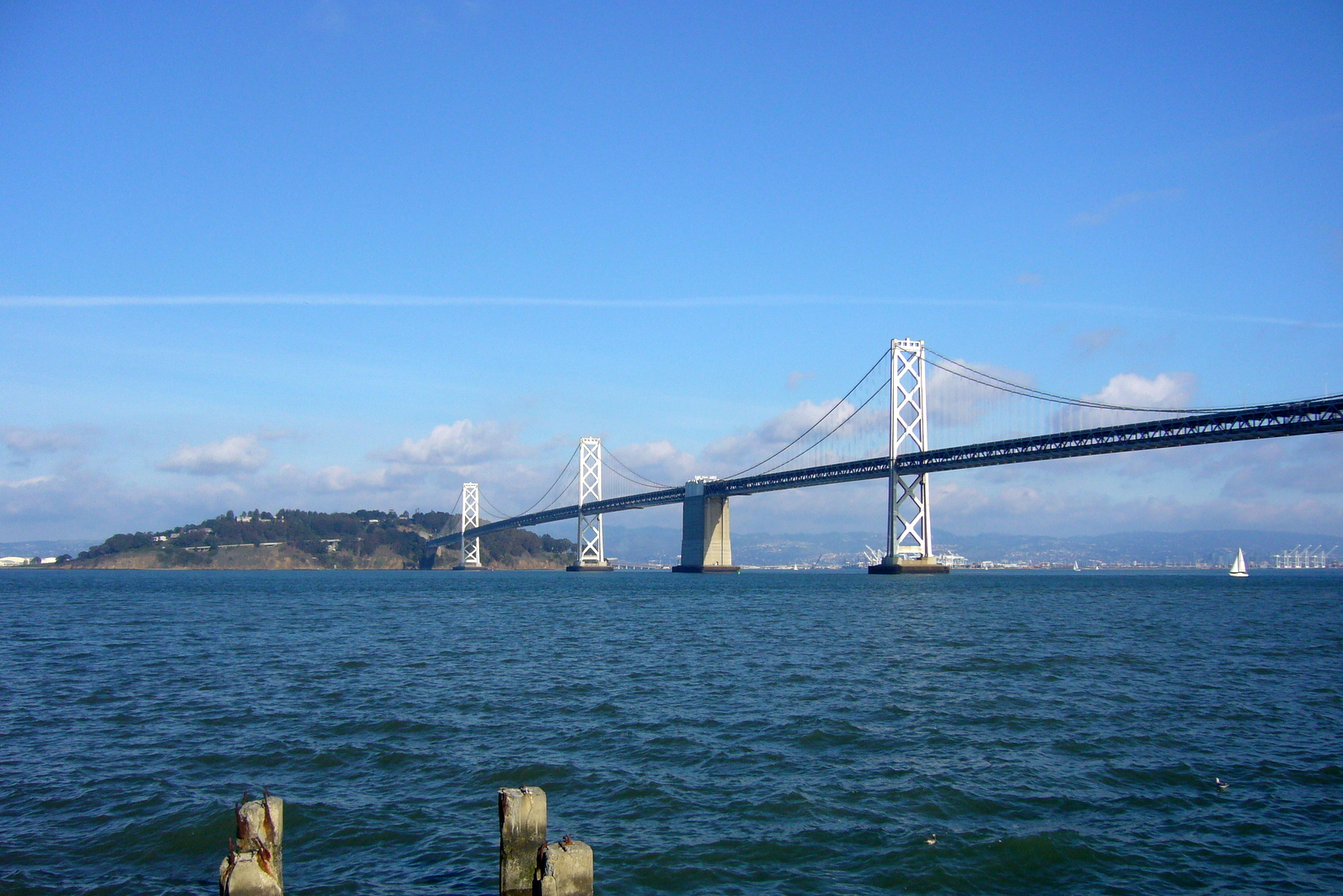
Le Bay Bridge et l'île de Yerba Buena vus depuis San Francisco.
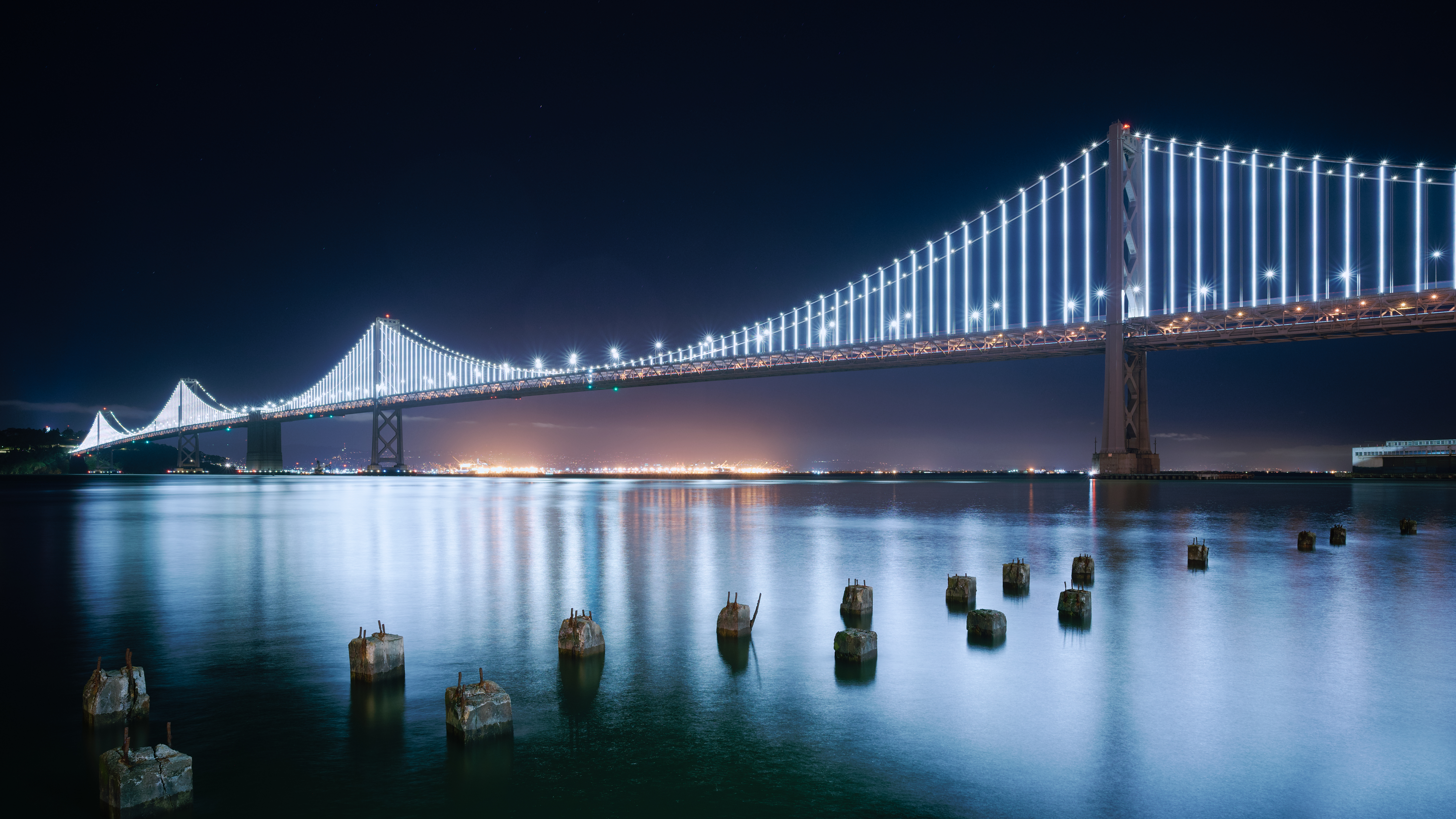
Vue nocturne du pont.
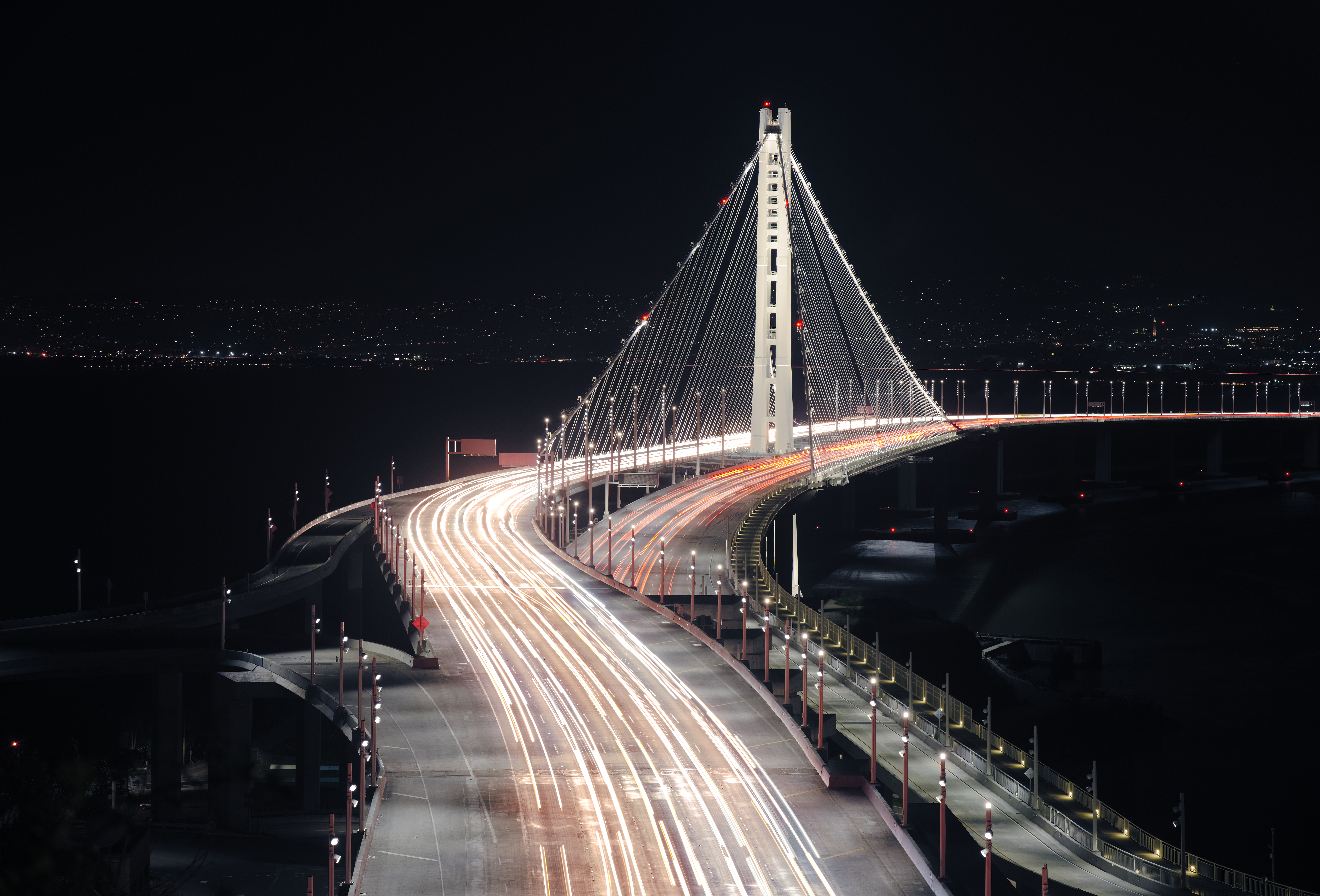
Vue nocturne du pont.

## Conception
Les ponts originaux ont été conçus par Ralph Modjeski. Le pont de compartiment[Quoi ?] a été ouvert au trafic le 12 novembre 1936, six mois avant l'autre pont célèbre de San Francisco, le Golden Gate Bridge. Le poste de péage du côté d'Oakland (pour le trafic vers l'ouest) est suivi d'un ensemble de signaux lumineux régulés. Deux passages exclusivement dédiés aux autobus évitent les péages et les voies régulées par signaux lumineux. Il n'y a aucun signal lumineux régulé pour le trafic allant vers l'est, cependant le nombre de voies dans l'approche de San Francisco est structurellement limité, créant des protections dans cette direction pendant l'heure de pointe de soirée.
Le pont est limité au trafic autoroutier : il n'est pas autorisé aux piétons, aux cyclistes et aux autres véhicules interdits sur autoroute. Cependant, les cyclistes peuvent entrer en contact avec CalTrans pour une traversée gratuite en camion.
En octobre 2009, un ingénieur a découvert une faille dans l'une des structures métalliques du pont. Une solution fut d'insérer une pièce métallique pour soulager l'effort fourni par l'extrémité d'une pièce métallique.[pas clair] Cette solution, rapidement conçue, n'a pas résisté. Une deuxième pièce fut ajoutée. À la fin d'octobre 2009, elle semble accomplir la tâche prévue.

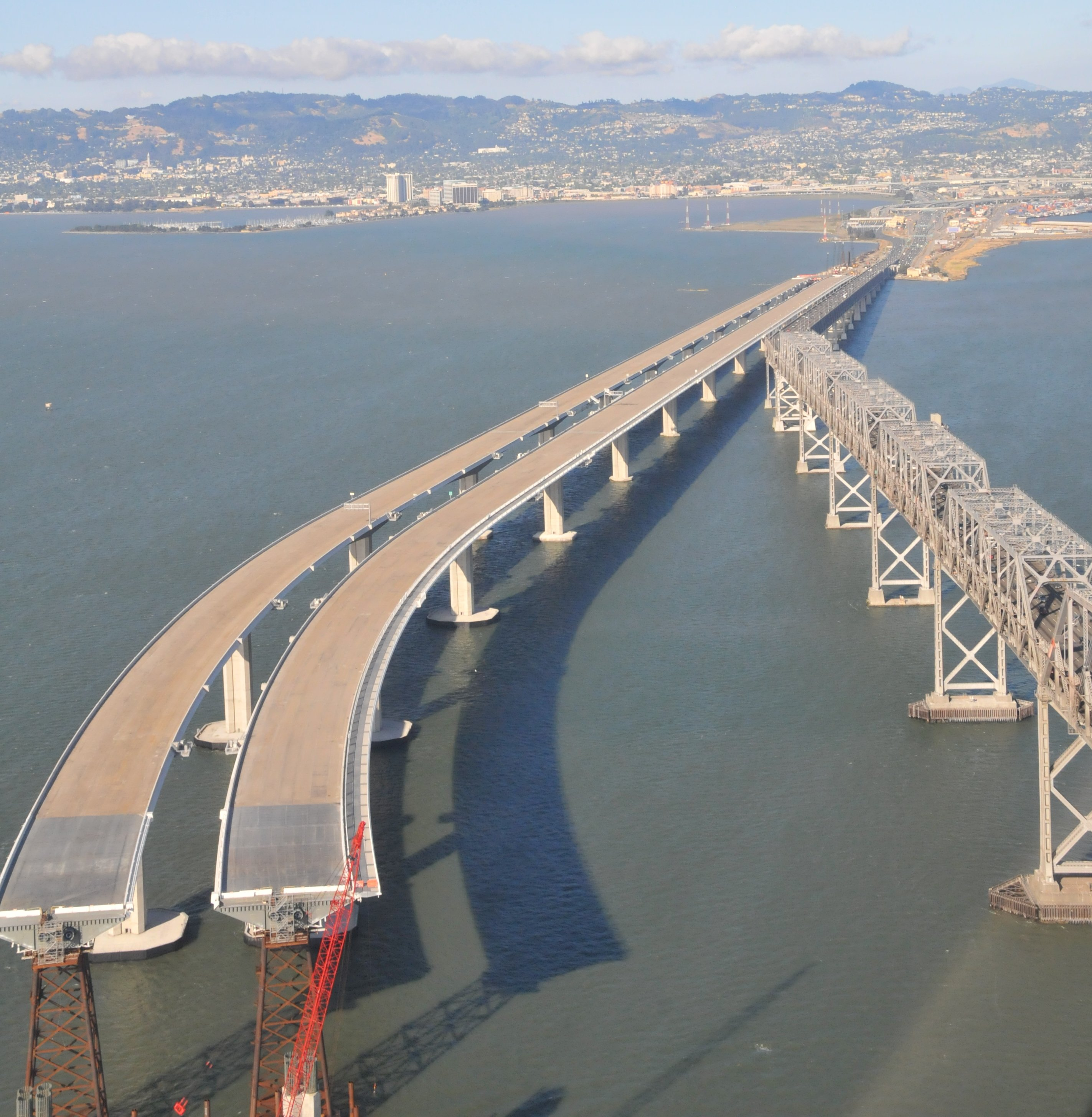
Construction du nouveau pont sur la partie est.

Compte tenu des risques importants d'effondrement en cas de tremblement de terre, la section Yerbas Buenas - Oakland est en cours de reconstruction (en). L'ancien pont sera détruit.

## Chemin de fer
À l'origine, les voies de circulation pour automobiles se trouvaient toutes sur l'étage supérieur. On trouvait à l'étage inférieur trois voies pour camions et deux voies ferrées. Trois compagnies ferroviaires se partageaient la voie : la Southern Pacific (East Bay Electric Lines), les tramways interurbains du Key System ainsi que le Sacramento Northern Railway. L'alimentation électrique se faisait par caténaire (Southern Pacific) et troisième rail (Key System et Sacramento Northern).
L'exploitation ferroviaire débuta le 23 septembre 1938. Dès 1941 déjà, seuls les tramways du Key System circulaient sur le Bay Bridge, jusqu'en avril 1958, date à laquelle tout service ferroviaire fut supprimé sur le pont et les voies démontées.

## Nouveau pont Bay Bridge Eastern 2013
À la suite du séisme de Loma Prieta de 1989 avec l'effondrement d'une passerelle du côté est, le projet est de reconstruire un nouveau pont parasismique à côté de l'ancien. Le projet est estimé à 6,4 milliards de dollars. Il s'agit d'un pont suspendu d'un type particulier, empruntant aux ponts à haubans leurs suspentes inclinées de façon à ne pas avoir besoin de massifs d'ancrage.
Les travaux ont commencé en 2002, avec cette fois-ci une 2 x 5 voies l'une à côté de l'autre et plus sur deux étages. Après 11 ans de travaux (1460 jours), le 2 septembre 2013, le pont est ouvert à la circulation et à la population.

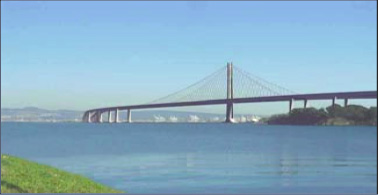
Nouveau pont à l'est du côté Oakland.

Le démantèlement du vieux pont cantilever, dont la portée de 427 mètres était la 8e au monde pour le type de construction, débute en 2014.